# Ryusuke Hamaguchi
Ryusuke Hamaguchi (濱口 竜介, Hamaguchi Ryūsuke, [hamaꜜɡɯtɕi ɾʲɯꜜːsɯ̥ke] ( escolteu-ho); nascut el 16 de desembre de 1978) és un director de cinema i guionista japonès. Estudià un grau a la Universitat de Tòquio i màster d'art (M.A) a la Universitat de les Arts de Tòquio. Començà a rebre atenció al Japó amb el llargmetratge Passion (2008).
Hamaguchi va obtenir primer reconeixement internacional amb la pel·lícula Happy Hour (2015) i va continuar amb Asako I & II (2018). L'any 2021 va estrenar dues pel·lícules, Wheel of Fortune i Fantasy i Drive my car, per aquesta última ha rebut dues nominacions als Oscars, a Millor director i Millor guió adaptat. És el tercer director japonès nominat a l'Oscar al millor director.

## Carrera
Després de graduar-se a la Universitat de Tòquio, Hamaguchi va treballar en la indústria del cinema comercial durant uns anys abans d'entrar al programa de postgrau en cinema a la Universitat de les Arts de Tòquio. La seva pel·lícula de graduació Passion va ser seleccionada per a la competició del Tokyo Filmex 2008.
Amb Kō Sakai, va fer un documental de tres parts sobre els supervivents del terratrèmol i tsunami de Tōhoku de 2011, seleccionat per a la competició al Festival Internacional de Cinema Documental de Yamagata de 2013, i Storytellers guanyant el premi Sky Perfect IDEHA.
La seva següent pel·lícula, Happy Hour, va ser realitzada per primera vegada mentre Hamaguchi era un artista resident al KIITO Design and Creative Center de Kobe el 2013. Va sorgir d'un taller d'interpretació d'improvisació que va fer per a no professionals, on molts dels intèrprets de la pel·lícula havien participat en el taller. Les quatre actrius principals van compartir el premi a la millor actriu i la pel·lícula va obtenir una menció especial pel seu guió al Festival de Locarno 2015. Hamaguchi també va rebre un premi especial del jurat als Japan Movie Critic Awards 2016, així com un premi al millor nouvingut a la divisió de cinema dels Premis Geijutsu Sensho de l'Agència per a Afers Culturals aquell any.
El seu Asako I i II va ser seleccionat per competir per la Palma d'Or al Festival de Cannes 2018.
El 2021, Hamaguchi va guanyar el premi Ós de Plata a la Berlinale amb la seva Wheel of Fortune and Fantasy. Aquell mateix any, el seu Drive my car va guanyar els premis a la millor pel·lícula del Cercle de Crítics de Cinema de Nova York, la Societat de Crítics de Cinema de Boston i l'Associació de Crítics de Cinema de Los Angeles, així com "Millor pel·lícula en llengua no anglesa" als Globus d'Or. Ryusuke va ser nominat a l'Oscar al millor director per Drive my car, convertint-se en el tercer director japonès a aconseguir aquesta gesta.

## Influències i estil
Hamaguchi s'ha referit a si mateix com "un cinèfil pur" i "convencionalment enamorat de les pel·lícules de Hollywood". Ha estat influenciat per les obres de Quentin Tarantino, Wong Kar-wai i John Cassavetes.

### Citacions
- “Fins a cert punt, totes les pel·lícules són ficció i documentals alhora. He experimentat amb ambdues coses, i crec que no hi ha una ficció pura o un documental pur."[16]
- "L'actor està actuant davant de la càmera. El que la càmera capta allà és un documental sobre els actors, perquè estan fent una cosa que només passa una vegada."[16]
- (Sobre el final de Drive my car) "No tinc cap pla de fer una seqüela, però és cert estava jugant amb les coses al final. Una altra cosa que m'agradaria dir és que el títol en si també podria donar una pista de com es pot interpretar el final."[17]

## Filmografia
| Any  | Títol anglès                          | Títol original                       | Director | Escriptor | Durada (min) | Notes                                                        |
| ---- | ------------------------------------- | ------------------------------------ | -------- | --------- | ------------ | ------------------------------------------------------------ |
| 2001 | Go to the Movies                      | 映画を見に行く                       | Sí       | Sí        | 8            | Pel·lícula curta                                             |
| 2003 | Like Nothing Happened                 | 何食わぬ顔                           | Sí       | Sí        | 98           | Versió curta de 43 min                                       |
| 2005 | The Beginning                         | はじまり                             | Sí       | Sí        | 13           | Pel·lícula curta                                             |
| 2005 | Friend of the Night                   | Friend of the Night                  | Sí       | Sí        | 44           | Pel·lícula curta                                             |
| 2006 | Scent of Memory                       | 記憶の香り                           | Sí       | No        | 28           | Pel·lícula curta                                             |
| 2006 | Attack                                | 遊撃                                 | Sí       | Sí        | 17           | Pel·lícula curta                                             |
| 2007 | Solaris                               | Solaris                              | Sí       | Sí        | 90           |                                                              |
| 2008 | PASSION                               | PASSION                              | Sí       | Sí        | 115          | Obra de graduació a la Universitat de les Arts de Tòquio     |
| 2009 | I Love Thee For Good                  | 永遠に君を愛す                       | Sí       | No        | 58           |                                                              |
| 2010 | The Depths                            | 심도                                 | Sí       | Sí        | 121          | Escrita conjuntament amb Kôta Ôura                           |
| 2011 | The Sound of the Waves                | 東北記録映画三部作 なみのおと        | Sí       | No        | 142          | Documental; co-dirigida amb Ko Sakai                         |
| 2013 | Voices from the Waves - Kesennuma     | 東北記録映画三部作 なみのこえ 気仙沼 | Sí       | No        | 109          | Documental; co-dirigida amb Ko Sakai                         |
| 2013 | Voices from the Waves - Shinchi-machi | 東北記録映画三部作 なみのこえ 新地町 | Sí       | No        | 103          | Documental; co-dirigida amb Ko Sakai                         |
| 2013 | Storytellers                          | 東北記録映画三部作 うたうひと        | Sí       | No        | 120          | Documental; co-dirigida amb Ko Sakai                         |
| 2013 | Intimacies                            | 親密さ                               | Sí       | Sí        | 255          | Versioó curta de 136 min                                     |
| 2013 | Touching the Skin of Eeriness         | 不気味なものの肌に触れる             | Sí       | No        | 54           |                                                              |
| 2015 | Happy Hour                            | ハッピーアワー                       | Sí       | Sí        | 317          | Escrita conjuntament amb Tadashi Nohara i Tomoyuki Takahashi |
| 2016 | Heaven Is Still Far Away              | 天国はまだ遠い                       | Sí       | Sí        | 38           | Pel·lícula curta                                             |
| 2018 | Asako I &amp; II                      | 寝ても覚めても                       | Sí       | Sí        | 119          | Escrita conjuntament amb Sachiko Tanaka                      |
| 2020 | Wife of a Spy                         | スパイの妻                           | No       | Sí        | 115          |                                                              |
| 2021 | Wheel of Fortune and Fantasy          | 偶然と想像                           | Sí       | Sí        | 121          |                                                              |
| 2021 | Drive my car                          | ドライブ・マイ・カー                 | Sí       | Sí        | 179          | Escrita conjuntament amb Takamasa Oe                         |
| 2022 | Our Apprenticeship                    |                                      | Sí       | Sí        | TBD          |                                                              |
| 2023 | Aku wa sonzai shinai                  |                                      | Sí       | Sí        | 106          |                                                              |

## Premis
| Year | Premi                                         | Categoria                                               | Obra nominada                | Resultat  | Ref    |
| ---- | --------------------------------------------- | ------------------------------------------------------- | ---------------------------- | --------- | ------ |
| 2015 | Festival dels tres continents de Nantes       | Premi del públic                                        | Happy Hour                   | Guanyador | [ 29 ] |
| 2021 | Festival Internacional de Cinema de Berlín    | Gran Premi del Jurat Ós de Plata                        | Wheel of Fortune and Fantasy | Guanyador | [ 30 ] |
| 2021 | Festival Internacional de Cinema de Canes     | Millor guió                                             | Drive my car                 | Guanyador | [ 31 ] |
| 2021 | Festival Internacional de Cinema de Canes     | Premi FIPRESCI                                          | Drive my car                 | Guanyador |        |
| 2021 | Festival Internacional de Cinema de Canes     | Premi del Jurat Ecumènic                                | Drive my car                 | Guanyador |        |
| 2021 | New York Film Critics Circle                  | Millor pel·lícula                                       | Drive my car                 | Guanyador | [ 32 ] |
| 2021 | Washington D.C. Area Film Critics Association | Millor pel·lícula internacional / en llengua estrangera | Drive my car                 | Guanyador | [ 33 ] |
| 2021 | Boston Society of Film Critics                | Millor pel·lícula                                       | Drive my car                 | Guanyador | [ 34 ] |
| 2021 | Boston Society of Film Critics                | Millor director                                         | Drive my car                 | Guanyador |        |
| 2021 | Boston Society of Film Critics                | Millor guió                                             | Drive my car                 | Guanyador |        |
| 2021 | Los Angeles Film Critics Association          | Millor pel·lícula                                       | Drive my car                 | Guanyador | [ 35 ] |
| 2021 | Los Angeles Film Critics Association          | Millor guió                                             | Drive my car                 | Guanyador |        |
| 2022 | Oscars                                        | Millor pel·lícula                                       | Drive my car                 | Pendent   |        |
| 2022 | Oscars                                        | Millor director                                         | Drive my car                 | Pendent   |        |
| 2022 | Oscars                                        | Millor guió adaptat                                     | Drive my car                 | Pendent   |        |
| 2022 | Oscars                                        | Millor pel·lícula internacional                         | Drive my car                 | Pendent   |        |
| 2022 | Premis Globus d'Or                            | Millor pel·lícula en llengua no anglesa                 | Drive my car                 | Guanyador | [ 36 ] |
| 2022 | National Society of Film Critics Awards       | Millor pel·lícula                                       | Drive my car                 | Guanyador | [ 37 ] |
| 2022 | National Society of Film Critics Awards       | Millor director                                         | Drive my car                 | Guanyador |        |
| 2022 | National Society of Film Critics Awards       | Millor guió                                             | Drive my car                 | Guanyador |        |